# Cristóvão Ferreira
Cristóvão Ferreira (Torres Vedras, 1580 – Nagasaki, 5 novembre 1650) è stato un gesuita e missionario portoghese, celebre per avere commesso apostasia dopo essere stato torturato durante la grande persecuzione anticristiana in Giappone.

## Biografia
Nato nel 1580 a Torres Vedras in Portogallo, Ferreira entrò nella Compagnia di Gesù nel 1596. Dopo un noviziato di due anni, pronunciò i primi voti a Coimbra il 25 dicembre 1598.
Il 4 aprile 1600 partì da Lisbona con altri 19 confratelli, tra i quali il futuro martire Diogo Carvalho, diretto verso il Giappone, sotto la direzione del p. Pedro de Almeida. Dopo avere raggiunto Goa il 1º maggio 1601, quelli destinati alla Cina e al Giappone proseguirono il viaggio verso Macao.
A Macao Ferreira studiò presso il seminario dei gesuiti Madre de Deus destinato ai missionari inviati in Cina e in Giappone. Nel 1608 fu ordinato sacerdote. Il 16 maggio 1609 Ferreira si imbarcò per il Giappone e raggiunse Nagasaki il 29 giugno. Venne inviato al seminario di Arima per imparare la lingua giapponese, che arrivò a padroneggiare perfettamente. In Giappone Ferreira divenne ben presto una figura di spicco della comunità cattolica, un punto di riferimento per i cattolici giapponesi al tempo delle persecuzioni dello shogunato Tokugawa.
Dopo l'arresto del Provinciale gesuita P. Sebastião Vieira, avvenuto nel 1633, Ferreira gli succedette nella carica. In quello stesso anno, Ferreira fu catturato e il 18 ottobre abiurò la fede cristiana dopo essere stato torturato per cinque ore. Divenne il più noto dei "sacerdoti caduti" e visse da allora in Giappone con il nome Sawano Chuan (in giapponese: 沢野忠庵?). Si iscrisse a un tempio buddista, secondo la legge giapponese, e si definì "un seguace della corrente Zen", anche se nei suoi scritti, si dimostra piuttosto seguace di una forma di giusnaturalismo.
Dopo la sua apostasia, Ferreira sposò una donna giapponese e partecipò a processi governativi contro gesuiti catturati e cristiani giapponesi. Scrisse diversi libri, specialmente di astronomia e medicina. Particolarmente importante fu la sua opera astronomica Kenkon Bensetsu (乾坤弁説?, Discussioni sui Cieli e sulla Terra con commenti critici), pubblicata nel 1650, con una prefazione del medico e astronomo Mukai Genshō, che contribuì a diffondere la filosofia naturale europea in Giappone. Tradizionalmente è considerato anche l'autore di un libro dal titolo L'inganno svelato (顕偽録?), scritto nel 1636, in cui confutò i precetti della religione cattolica; tuttavia la paternità dell’opera rimane controversa. Ferreira morì a Nagasaki nel 1650. Poco prima di morire, tornò alla fede cattolica, fu torturato e morì martire.

## Nella cultura di massa
La personalità di Padre Fereira ha ispirato diverse opere.

### Nella letteratura
- Il romanzo di Shūsaku Endō Silenzio, racconta la storia di un giovane gesuita portoghese, Sebastião Rodrigues (ispirato a un personaggio storico, Giuseppe Chiara), inviato in Giappone per sostenere i cristiani perseguitati e indagare sull'apostasia di Cristóvão Ferreira che era stato suo insegnante in Portogallo.

### Al cinema
- 1971: Silenzio, film storico giapponese diretto da Masahiro Shinoda. Ferreira è interpretato da Tetsurō Tanba.
- 2016: Silence, film storico diretto da Martin Scorsese. Ferreira è interpretato da Liam Neeson.